# Лоша (приток Прони)
Лоша — река в России, протекает в Кораблинском районе Рязанской области. Левый приток Прони.

## География
Река Лоша берёт начало у деревни Каменка. Течёт на восток, пересекает автодорогу Р126. Устье реки находится у деревни Гудово в 68 км по левому берегу реки Проня. Длина реки составляет 12 км.

## Данные водного реестра
По данным государственного водного реестра России относится к Окскому бассейновому округу, водохозяйственный участок реки — Проня от истока и до устья, речной подбассейн реки — Бассейны притоков Оки до впадения Мокши. Речной бассейн реки — Ока.
Код объекта в государственном водном реестре — 09010102112110000025462.